# Tour della nazionale maschile di rugby a 15 della Francia 1998
Nel periodo tra le edizioni della Coppa del Mondo di rugby del 1991 e del 1999, la nazionale di rugby XV della Francia si è recata varie volte in tour oltremare.
Nel 1998, terminato il campionato di club la nazionale si reca in tour prima in Argentina e poi a Figi
| Buenos Aires giugno 1998 | Buenos Aires | 36 – 22 | Francia XV |  |

| Buenos Aires 13 giugno 1998 | Argentina | 18 – 35 | Francia | (J.Amalfitani) |

| Buenos Aires 20 giugno 1998 | Argentina | 12 – 37 | Francia | (J.Amalfitani) |

| Nadi 24 giugno 1998 | Figi Warriors | 32 – 36 | Francia XV |  |

| Suva 27 giugno 1998 | Figi | 9 – 34 | Francia |  |